# Nash (bande dessinée)
Nash est une série de bande dessinée française de science-fiction écrite par Jean-Pierre Pécau, dessinée par Damour et colorisée par Fabrys, Stéphane Rosa puis Pierre Schelle.

## Albums
- Delcourt, collection « Neopolis » :

1. Étoile du matin, 1997.
2. À l'est d'Éden, 1997[1].
3. La Reine des anges, 1998.
4. La Fraternité blanche, 1999.
5. Le Petit Peuple, 2000.
6. Dreamland, 2001.
7. Les Ombres, 2003.
8. La Guerre des rouges, 2004.
9. Zona libra, 2005[2].
10. La 5e Extinction, 2007.